# Café com Leite
Café com Leite; tạm dịch Cà phê Sữa (tiếng Anh: You, Me and Him) là một bộ phim ngắn của Brazil năm 2007 do đạo diễn người Brazil Daniel Ribeiro viết kịch bản và chỉ đạo. Bộ phim đã giành được nhiều giải thưởng trong đó có Crystal Bear cho phim ngắn hay nhất tại Liên hoan phim quốc tế Berlin 2008.

## Nội dung
Danilo (Daniel Tavares) chuẩn bị dọn ra khỏi nhà bố mẹ đẻ để đến sống với bạn trai Marcos (Diego Torraca) thì bố mẹ anh đột ngột qua đời trong một vụ tai nạn. Kế hoạch của anh cho sự thay đổi trong tương lai và anh trở thành người chịu trách nhiệm cho cậu em trai 10 tuổi của mình, Lucas (Eduardo Melo).
Mối quan hệ mới được tạo ra giữa ba người đàn ông trẻ tuổi này. Trong khi hai anh em Danilo và Lucas cần tìm hiểu mọi thứ mà họ chưa biết về nhau, Marcos cố gắng tìm hiểu xem liệu có chỗ cho anh ấy trong sự sắp xếp gia đình mới của bạn trai hay không. Giữa những trò chơi điện tử, những ly sữa, nỗi đau và sự thất vọng, tất cả họ cần học cách chung sống.

## Diễn viên
- Daniel Tavares vai "Danilo"
- Diego Torraca vai "Marcos"
- Eduardo Melo vai "Lucas"

## Liên hoan và giải thưởng

### Brazil
- 40º Festival de Brasília do Cinema Brasileiro
- 5º Festival de Cinema de Campo Grande
- 11ª Mostra de Cinema de Tiradentes
- Cine PE 2008–Festival do Audiovisual
- 15º Festival de Cinema e Vídeo de Cuiabá
  - Award: Best Director
- 5º Festival de Cinema de Maringá
- CINEME-SE 2008–Festival da Experiência do Cinema
- 12º Florianópolis Audiovisual Mercosul - FAM 2008
  - Award:  VIVO Audiovisual - Melhor Curta Metragem
- 31º Festival Guarnicê de Cinema
- 1º Festival Paulínia de Cinema
  - Award: Best Director
  - Award: Best Actor - Eduardo Melo
- Festival de Cinema Agulhas Negras 2008
- 19° Festival Internacional de Curtas-Metragens de São Paulo
  - TOP 10 - Escolha do Público
  - Award:  Moviemobz
- Comunicurtas 2008 - Festival de Cinema de Campina Grande
  - Award: Best Short Film
  - Award: Best Short Ficcion
  - Award: Best Director
  - Award: Best Screenplay
  - Award: Best Actor - Daniel Tavares
- II For Rainbow
  - Award: Actor - Eduardo Melo
- 6º Curta Santos
  - Award: Best Director
- Festival do Rio 2008
- 9º Festival de Penedo
- 8ª Goiânia Mostra Curtas

### Quốc tế
- Liên hoan phim quốc tế Berlin lần thứ 58– Đức
  - Winner: Crystal Bear for Best Short Film (Generation 14plus)
- 48º Festival Internacional de Cine y TV de Cartagena–Colombia
  - Special mention
- 22º Festival Internacional de Cinema em Guadalajara–Mexico
- 26º Festival Cinematográfico Internacional del Uruguay
- 20º Rencontres Cinémas d'Amérique Latine de Toulouse - Pháp
- 15º Festival Internacional de Jóvenes Realizadores de Granada - Tây Ban Nha
- 21ª Semana de Cine de Medina del Campo - Tây Ban Nha
- 23rd Torino GLBT Film Festival–Italy
  - Winner: Best Short Film- Audience award
- 24th Schwulen Filmwoche - Germany
- 11th Pink Apple– Thụy Sĩ
- Inside Out Film and Video Festival–Canada
- 12th Brazilian Film Festival of Miami– Hoa Kỳ
  - Winner: Best Short Film
- NewFest 2008: New York Lesbian, Gay, Bisexual, & Transgender Film Festival– Hoa Kỳ
- 32nd Frameline Film Festival: The San Francisco Int’l LGBT Film Festival– Hoa Kỳ
- International Film Festival TOFIFEST - Ba Lan
- Philadelphia Int'l Gay and Lesbian Film Festival - Hoa Kỳ
- 4th InDPanda International Short Film Festival - Hong Kong
- 7th Q! Film Festival - Indonesia
- ANONIMUL Int’l Film Festival - Romania
- 2008 Palm Springs Int'l Festival of Short Films - Hoa Kỳ
- ShortShorts Mexico
- 17ème Festival de Biarritz Cinémas et Cultures de l'Amerique Latine - France
- Cardiff's International - Iris Prize Festival 2008 - Anh Quốc
- Festival de Cinema de Quito - Cero Latitud - Ecuador
- 53rd Corona Cork Film Festival - Ireland
- 27th Uppsala International Short Film Festival - Thụy Điển
- 38th Molodist - Kyiv International Film Festival - Ukraine
- LesGaiCineMad - Tây Ban Nha
- DIVERSA Film Festival - Argentina